# Kirzsacsi járás

A Kirzsacsi járás a Vlagyimiri területen

A Kirzsacsi járás (oroszul Киржачский район) Oroszország egyik járása a Vlagyimiri területen. Székhelye Kirzsacs.

## Népesség
- 1989-ben 49 846 lakosa volt.
- 2002-ben 45 188 lakosa volt, akik főleg oroszok.
- 2010-ben 42 159 lakosa volt.